# 松雅·隆博米爾斯基
松雅·隆博米爾斯基（Sonja Lyubomirsky，1966年12月14日—） ，是一位美國加州大學河濱分校心理學的教授 ，並且是暢銷書《幸福的方式：一種獲得想要的生活的科學方法》的作者。在有關正向心理學及幸福的文章中經常引用松雅·隆博米爾斯基的見解。.

## 學歷
松雅·隆博米爾斯基來自俄羅斯，在哈佛大學獲得了文學學士學位，並擁有斯坦福大學社會及人格心理學博士學位。

## 獲得獎項
松雅·隆博米爾斯基獲得了國家心理健康研究所的約翰·鄧普頓基金會慷慨科學獎、鄧普頓正向心理學獎及一百萬美元的贈款（與肯·謝爾頓一起）。

## 幸福設定點
松雅·隆博米爾斯基提出：「由於遺傳因素，人們的幸福感水平大約為50％，這意味著人們的幸福感只會在《幸福感設定點》上下移動。」

## 八個步向快樂人生的方法
松雅·隆博米爾斯基曾對快樂人生研究，列出八項令人達至滿意、愉快的人生的項目，它們都是實用而有意思的，值得大家努力實踐的。
1. 數算你的樂事
2. 樂於以愛待人
3. 知足常樂
4. 感謝人生旅途上的恩師
5. 學會寬恕
6. 為家人和朋友付出
7. 注重身體健康
8. 增強應付壓力和問題的能力

## 書籍
- 《這一生的幸福計劃：快樂也可以被管理，正向心理學權威讓你生活更快樂的十二個提案》 謝明宗翻譯
- 《練習，讓自己更快樂：破除快樂迷思，讓生活更快樂，人生更充實》 謝明宗翻譯